# Radomiak Radom

RKS Radomiak Radom é um time de futebol polonês da cidade de Radom, Polônia. O clube foi fundado em 1910 e compete na Ekstraklasa, a primeira divisão do futebol polônes. Eles mandam seus jogos no Stadion im. Braci Czachorów.